# (690) Wratislavia
(690) Wratislavia ist ein Asteroid des Hauptgürtels, der am 16. Oktober 1909 vom US-amerikanischen Astronomen Joel H. Metcalf in Taunton entdeckt wurde.
Benannt wurde der Asteroid nach der lateinischen Bezeichnung der polnischen Stadt Wrocław.